# David Mountbatten
David Michael Mountbatten, III marchese di Milford Haven (Edimburgo, 12 maggio 1919 – Londra, 14 aprile 1970), è stato un nobile inglese.

## Biografia

### Primi anni ed educazione
Lord Milford Haven nacque nel 1919, unico figlio di George Mountbatten (nato principe George di Battenberg) e della contessa russa Nadejda de Torby. I suoi nonni paterni erano Luigi di Battenberg, marchese di Milford Haven (nato principe Louis di Battenberg) e Vittoria d'Assia-Darmstadt. Era quindi un pronipote della regina Vittoria del Regno Unito. I suoi nonni materni erano il granduca Michael Mikhailovich di Russia e la contessa Sofia di Merenberg.
Crebbe nella casa di famiglia a Holyport nel Berkshire e ebbe una stretta amicizia con il suo cugino di primo grado, il principe Filippo di Grecia e Danimarca, in seguito duca di Edimburgo. Entrambi frequentarono il Collegio navale di Dartmouth. Nel novembre 1947 fu testimone al matrimonio del principe Filippo con la principessa Elisabetta, più tardi regina Elisabetta II.
Alla morte di suo padre, l'8 aprile 1938, divenne il III marchese di Milford Haven e capo della Casa di Mountbatten.

### La vita sociale della Marina e del dopoguerra
Durante la Seconda guerra mondiale Milford Haven prestò servizio nella Royal Navy. Nel 1942 fu nominato Ufficiale dell'Ordine dell'Impero britannico per aver portato il cacciatorpediniere HMS Kandahar attraverso un campo minato nel tentativo di salvare l'incrociatore Neptune. Nel 1943 gli fu assegnato il Distinguished Service Cross per il suo lavoro nelle operazioni di convoglio a Malta. Si ritirò dalla Marina nel 1948. Successivamente si unì al "The Castaways' Club", che gli permise di rimanere in stretto contatto con molti dei suoi contemporanei navali. Svolse poi un ruolo di primo piano nella semi-monde londinese degli anni '50, che riuniva un colorato mix di aristocratici e oscuri scalatori sociali come l'osteopata Stephen Ward.

### Matrimonio
Milford Haven si sposò due volte. La prima con Romaine Dahlgren Pierce (17 luglio 1923-15 febbraio 1975); la coppia non ebbe figli e divorziarono nel 1954. In seguito si sposò con Janet Mercedes Bryce (nata a Bermuda il 29 settembre 1937), figlia di Francis Bryce e Gladys Jean Mosley, il 17 novembre 1960 nella chiesa presbiteriana di Sant'Andrea, Frognal, Londra. Ebbero due figli: George Mountbatten, IV marchese di Milford Haven (nato il 6 giugno 1961), e Lord Ivar Mountbatten (nato il 9 marzo 1963).

## Ascendenza
|                              |                            |                                 | Genitori                          |  |  | Nonni |  |  | Bisnonni           |  |  | Trisnonni        |  |
|                              |                            |                                 |                                   |  |  |       |  |  | Alessandro d'Assia |  |  | Luigi II d'Assia |  |
|                              |                            |                                 |                                   |  |  |       |  |  | Alessandro d'Assia |  |  | Luigi II d'Assia |  |
|                              |                            | Guglielmina di Baden            |                                   |  |  |       |  |  | Alessandro d'Assia |  |  |                  |  |
| Luigi di Battenberg          |                            |                                 |                                   |  |  |       |  |  | Alessandro d'Assia |  |  |                  |  |
|                              |                            | Julia von Hauke                 | Conte Hans Moritz von Hauke       |  |  |       |  |  |                    |  |  |                  |  |
|                              |                            | Julia von Hauke                 | Conte Hans Moritz von Hauke       |  |  |       |  |  |                    |  |  |                  |  |
|                              |                            | Julia von Hauke                 | Sophie Lafontaine                 |  |  |       |  |  |                    |  |  |                  |  |
| Marchese George Mountbatten  |                            | Julia von Hauke                 |                                   |  |  |       |  |  |                    |  |  |                  |  |
|                              |                            | Luigi IV d'Assia                | Carlo d'Assia                     |  |  |       |  |  |                    |  |  |                  |  |
|                              |                            | Luigi IV d'Assia                | Carlo d'Assia                     |  |  |       |  |  |                    |  |  |                  |  |
|                              |                            | Luigi IV d'Assia                | Elisabetta di Prussia             |  |  |       |  |  |                    |  |  |                  |  |
| Vittoria d'Assia-Darmstadt   |                            | Luigi IV d'Assia                |                                   |  |  |       |  |  |                    |  |  |                  |  |
|                              |                            | Alice di Sassonia-Coburgo-Gotha | Alberto di Sassonia-Coburgo-Gotha |  |  |       |  |  |                    |  |  |                  |  |
|                              |                            | Alice di Sassonia-Coburgo-Gotha | Alberto di Sassonia-Coburgo-Gotha |  |  |       |  |  |                    |  |  |                  |  |
|                              |                            | Alice di Sassonia-Coburgo-Gotha | Vittoria del Regno Unito          |  |  |       |  |  |                    |  |  |                  |  |
| Marchese David Mountbatten   |                            | Alice di Sassonia-Coburgo-Gotha |                                   |  |  |       |  |  |                    |  |  |                  |  |
|                              | Michail Nikolaevič Romanov | Nicola I di Russia              |                                   |  |  |       |  |  |                    |  |  |                  |  |
|                              | Michail Nikolaevič Romanov | Nicola I di Russia              |                                   |  |  |       |  |  |                    |  |  |                  |  |
|                              | Michail Nikolaevič Romanov | Carlotta di Prussia             |                                   |  |  |       |  |  |                    |  |  |                  |  |
| Michail Michajlovič Romanov  | Michail Nikolaevič Romanov |                                 |                                   |  |  |       |  |  |                    |  |  |                  |  |
|                              |                            | Cecilia di Baden                | Leopoldo di Baden                 |  |  |       |  |  |                    |  |  |                  |  |
|                              |                            | Cecilia di Baden                | Leopoldo di Baden                 |  |  |       |  |  |                    |  |  |                  |  |
|                              |                            | Cecilia di Baden                | Sofia Guglielmina di Svezia       |  |  |       |  |  |                    |  |  |                  |  |
| Nadejda Michajlovna de Torby |                            | Cecilia di Baden                |                                   |  |  |       |  |  |                    |  |  |                  |  |
|                              |                            | Nicola Guglielmo di Nassau      | Guglielmo di Nassau               |  |  |       |  |  |                    |  |  |                  |  |
|                              |                            | Nicola Guglielmo di Nassau      | Guglielmo di Nassau               |  |  |       |  |  |                    |  |  |                  |  |
|                              |                            | Nicola Guglielmo di Nassau      | Paolina di Württemberg            |  |  |       |  |  |                    |  |  |                  |  |
| Sophie von Merenberg         |                            | Nicola Guglielmo di Nassau      |                                   |  |  |       |  |  |                    |  |  |                  |  |
|                              |                            | Natal'ja Aleksandrovna Puškina  | Aleksandr Sergeevič Puškin        |  |  |       |  |  |                    |  |  |                  |  |
|                              |                            | Natal'ja Aleksandrovna Puškina  | Aleksandr Sergeevič Puškin        |  |  |       |  |  |                    |  |  |                  |  |
|                              |                            | Natal'ja Aleksandrovna Puškina  | Natal'ja Nikolaevna Gončarova     |  |  |       |  |  |                    |  |  |                  |  |
|                              |                            | Natal'ja Aleksandrovna Puškina  |                                   |  |  |       |  |  |                    |  |  |                  |  |